# Urotheca
Urotheca — рід змій родини полозових (Colubridae). Представники цього роду мешкають в Центральній і Південній Америці.

## Опис
Представники роду Urotheca — невеликі змії довжиною до 75 см, що живуть в лісах і на луках Центральної і Південної Америки, від Гондурасу до Венесуели і Еквадору. Вони живляться земноводними, ящірками і безхребетними. Самиці відкладають яйця.

## Види
Рід Urotheca нараховує 8 видів:
- Urotheca decipiens (Günther, 1893)
- Urotheca dumerilli (Bibron, 1840)
- Urotheca fulviceps (Cope, 1886)
- Urotheca guentheri (Dunn, 1938)
- Urotheca lateristriga (Berthold, 1859)
- Urotheca multilineata (W. Peters, 1863)
- Urotheca myersi Savage & Lahanas, 1989
- Urotheca pachyura (Cope, 1875)

## Етимологія
Наукова назва роду Urotheca походить від сполучення слів дав.-гр. ουρα — хвіст і θηκη — спосіб поховання.